# Flughafen Kullu-Bhuntar

i8
i11
i13
Der ca. 1090 m hoch gelegene Flughafen Kullu-Bhuntar (englisch Kullu Airport, auch Bhuntar Airport oder Kullu-Manali Airport, IATA-Code: KUU, ICAO-Code: VIBR) ist ein nationaler Flughafen beim am Zusammenfluss von Beas und Parbati gelegenen Ort Bhuntar ca. 12 km (Fahrtstrecke) südlich der Kleinstadt Kullu bzw. etwa 50 km südlich von Manali im Bundesstaat Himachal Pradesh im Norden Indiens.

## Geschichte
Der Flughafen existiert schon seit den 1960er Jahren, doch erst in den 1980er Jahren wurde die Start- und Landebahn asphaltiert. Im Jahr 2008 erhielt der Airport ein neues Terminal.

## Verbindungen
Derzeit betreibt nur eine indische Fluggesellschaft tägliche Flüge nach Chandigarh; die Hauptstadt Delhi wird nur einmal wöchentlich angeflogen.

## Sonstiges
- Betreiber des Flughafens ist die Airports Authority of India.
- Es gibt eine für Turboprop-Maschinen geeignete Start-/Landebahn mit ca. 1125 m Länge.